# Coralligeno

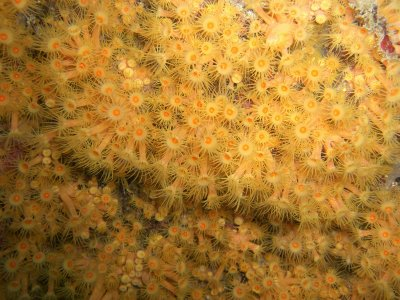
Una distesa di Parazoanthus axinellae su substrato coralligeno.
(Portofino, Italia)

Per coralligeno si intende una biocenosi di organismi bentonici calcarei (vegetali e animali) che colonizza rocce e fondali rocciosi (ma anche sabbiosi) poco illuminati tra i 25 e i 200 metri di profondità.
Più semplicemente si tratta di un tipo di concrezione biologica che si sviluppa su substrato duro preesistente (p.es. roccia affiorante) o su sedimenti grossolani. La concrezione è costituita da svariati tipi di organismi animali e vegetali (alghe calcaree) che hanno la particolarità di fissare il carbonato di calcio.

## Studi
Il termine, usato con una certa ambiguità, è stato citato in vari studi nel corso degli anni. Il Coralligeno è definito anche come algal reef.
Un primo riferimento risale al 1883 (Marion), a proposito delle concrezioni del golfo di Marsiglia tra i 30 e i 50 metri riguardanti il Corallium rubrum (da qui il nome francese graviers coralligenes, tra l'altro non del tutto appropriato in quanto il C. rubrum non è caratteristico di questo tipo di substrato ma vi cresce solo in punti in cui si presentano condizioni favorevoli), studi poi ripresi in seguito da un altro biologo, Pruvot, nel 1894. Studi più recenti (Ros, 1984 e Gili e Ros, 1985) tentarono senza particolare successo di schematizzare le varie formazioni coralligene in 9 tipi, secondo la specie dominante.
Nel 1990 Klaus Lüning lo descrisse come una "bioconcrezione prodotta da alghe calcaree e animali fissatori", ma questa definizione si presta a confusione con altre bioconcrezioni algali di ambienti completamente differenti. Nel 2006 Ballesteros ha pubblicato un'importante monografia sul Coralligeno, che proponeva di distinguerne un aspetto più superficiale dominato da alghe e uno più profondo dominato da animali. Il Coralligeno è un'associazione di organismi calcificanti che costruiscono un vero e proprio reef di clima temperato. Il suo sviluppo è estremamente lento ma è in grado di modificare la geomorfologia del fondo marino

## Organismi della biocenosi
Tra le specie vegetali che possono costituire il coralligeno vi sono le alghe rosse coralline Corallinophycidae (Lithophyllum stictiforme e Mesophyllum spp.) tra i costituenti principali della biocenosi) e Peyssonneliaceae (varie specie) ma anche Jania rubens, Halimeda tuna, Dictyota dichotoma, Halopteris filicina, Aglaozonia parvula, Zanardinia typus, Laurencia obtusa, Flabellia petiolata e Womersleyella setacea.
Tipici organismi animali che popolano e contribuiscono alla crescita del coralligeno sono il madreporario solitario giallo Leptopsammia pruvoti,  Madracis, il briozoo falso corallo Myriapora truncata, la Sertella beaniana, la spugna canna Axinella, la margherita di mare, l'ascidia nota come patata di mare ed altri. Il corallo rosso si incontra solo nel caso in cui siano presenti condizioni favorevoli al suo sviluppo.
Spesso il coralligeno è caratterizzato da larghe distese di madreporario giallo o margherite di mare, ma anche di Alcyonium coralloides e gorgonie come quella rossa, gialla e bianca.
Dal punto di vista della struttura calcarea biocostruita, è importante distinguere gli organismi responsabili dell'accrezione del Coralligeno, che lo creano attraverso la sovrapposizione di generazioni successive di talli e scheletri calcarei (alghe rosse calcaree, briozoi, serpulidi), dagli organismi che lo popolano, ma non contribuiscono direttamente alla formazione della struttura solida (alghe molli, alcionari, gorgonie, piccoli molluschi, ecc). 

## Distribuzione
La distribuzione del Coralligeno al di fuori del Mediterraneo è stata talora accertata (Brasile). È possibile che sia comune in tutti i mari del mondo .
Nel Mar Mediterraneo cresce nella fascia tra i 25 e i 200 metri, e si può trovare in tutte le fasce costiere e sulle secche marine. Alcune zone, come la Riserva marina di Portofino, sono caratterizzate da vaste estensioni di coralligeno che rendono la zona interessante anche dal punto di vista della subacquea, per via dello spessore di questo sulle falesie sommerse. 
Per la sua distribuzione in acque scarsamente illuminate, è considerato una biocostruzione mesofotica. Alcuni casi particolari di Coralligeno profondo dominato da coralli sono stati definiti mesophotic coral reef. 